# 海防足球俱樂部
海防足球俱樂部（Hải Phòng FC），是越南北部海防市的一个足球俱乐部，成立于1952年，现参加越南国家足球锦标赛。俱乐部在20世纪60年代是北越足球传统强队，共获得10次北越足球联赛冠军。越南统一后，球队又于1995年和2014年两次夺得越南国家杯冠军，在联赛也依然作为劲旅出现，在1992赛季、2002赛季和2016赛季三次获得联赛亚军，最近的一次即2016赛季仅因净胜球落后无缘夺冠。
俱乐部拥有越南建立最早但也最为激进的球迷团体之一，常常在比赛中点燃红色焰火，为此也经常招致罚款。由于河内与海防是越南北方两大城市，海防与河内的比赛被称为越南北方德比。

旧队徽

## 荣誉
越南国家足球锦标赛：
- 亚军(4): 1992, 2010, 2016, 2022

越南国家足球盃：
- 冠军(2): 1995，2014
- 亚军(1): 2005

越南国家足球超级盃：
- 冠军(1): 2005

越南足球甲級聯賽：
- 冠军(2): 1995, 2003
- 亚军(1): 2007